# Mince alors !
Série
Mince alors 2 !
(2021)
Pour plus de détails, voir Fiche technique et Distribution.
Mince alors ! est un film français de Charlotte de Turckheim, sorti en 2012, coproduit par Christine Gozlan, Dominique Besnehard et Michel Feller,,,,.
Il met en scène Victoria Abril, Lola Dewaere, Catherine Hosmalin et Julia Piaton dans les rôles principaux,,,.
Une suite, Mince alors 2 !, est sortie le 22 décembre 2021.

## Synopsis
La jeune, ronde et jolie Nina est mariée à Gaspard, lequel, pourtant, aime plutôt les femmes très minces. Le couple s'installe à Paris et Nina se prépare à lancer une très sophistiquée ligne de maillots de bain. Par amour pour son époux et bien qu'elle ait du mal à accepter l'idée, Nina accepte son cadeau ambigu : une cure d’amaigrissement à Brides-les-Bains, considérée comme « le dernier espoir des grosses ». Sur place, elle rencontre plusieurs femmes fortes dont deux vont la marquer. Sophie, avocate de Marseille, aime garder le contrôle sur tout et sur elle-même ; Émilie, aide-soignante, dont la devise « Big is beautiful » (« Le gros est beau ») est en contradiction avec sa vie amoureuse en jachère et que la surcharge pondérale met en danger. Ce trio flamboyant fait dès lors des étincelles.
Nina décide donc envers et contre tout de perdre quelques kilos et ce malgré le désaccord du médecin de la clinique, le docteur Hachemi, qui est sous le charme. Mais la jeune femme apprend que son mari, ravi de l'avoir envoyée en cure, a une maîtresse. Pour Nina, les choses se compliquent. 
En parallèle, Thomas, un jeune garçon obèse, apprend que sa sœur est en réalité sa mère et comprend d'où vient son mal-être. Leur mère, effarée par la grossesse de sa fille trop jeune, voulait absolument cacher l'histoire et a décidé de faire passer Thomas pour son fils.

## Fiche technique
- Réalisation : Charlotte de Turckheim
- Scénario : Charlotte de Turckheim, Gladys Marciano
- Dialogues : Charlotte de Turckheim, Gladys Marciano, Jeanne Le Guillou
- Producteur : Christine Gozlan, Dominique Besnehard, Michel Feller, Anne Derré
- Photographie : Pierre Aïm
- Musique : Éric Neveux
- Son : Miguel Rejas
- Décors : Patrick Dutertre
- Montage : Scott Stevenson
- Costumes : Charlotte Betaillole
- Société de production : Thelma Films, Mon Voisin Productions, M6 Films, TF1 Droits Audiovisuels
- Pays d’origine :  France
- Budget : 7,51 millions d'euros[11]
- Langue : français
- Durée : 100 minutes
- Genre : comédie
- Date de sortie en France: 28 mars 2012
- Box-office : 1 446 357 entrées. Il fait partie des dix films français les plus rentables de 2012[11].

## Distribution
- Lola Dewaere : Nina

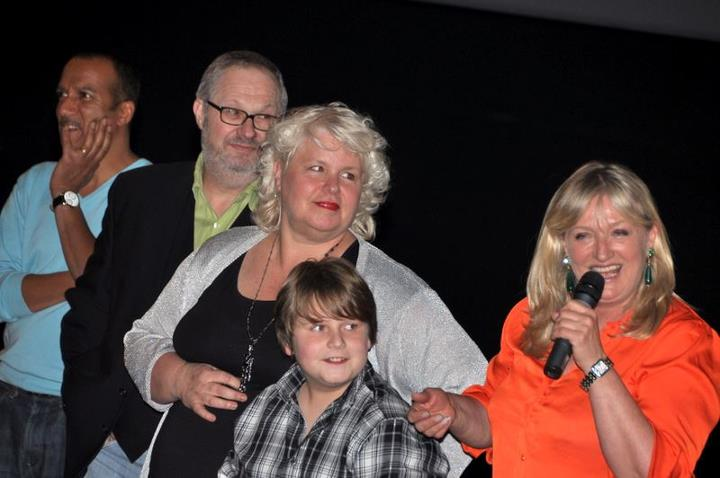
La réalisatrice et une partie des comédiens, en mars 2012, lors d'une avant-première du film.

- Grégory Fitoussi : Gaspard, le mari de Nina
- Victoria Abril : Sophie
- Catherine Hosmalin : Émilie
- Émilie Gavois-Kahn : Nathalie
- Barbara Bolotner : Jessica
- Dominique Besnehard : Antoine
- Alain Stern : Fred
- Martin Daquin : Thomas, le jeune curiste
- Valérie Moreau : Isabelle
- Éric Boucher : Jean-Paul
- Mehdi Nebbou : Docteur Hachemi, le médecin du centre
- Jitka Grekova : Xenia
- Pascal Légitimus : Freddy, le professeur de sport
- Pauline Lefèvre  : Natacha, la styliste
- Frédéric Chau : Baptiste, le styliste
- Julia Piaton : Roxane, la sœur de Thomas
- Christine Citti : la mère de Roxane
- Charlotte de Turckheim : Christelle, la patronne du salon de coiffure
- Raphaël Lenglet : Yussuf, l'escort de Sophie
- David Salles : André, l'autre escort
- Anouk Aimée : la mère de Nina
- Gilles Stella : Un serveur
- Pascal Liger : Hans, le mari du Gundrun
- Claudine Wilde : Gundrun, la femme de Hans

## Accueil
Lors de la première semaine d'exploitation en salles début avril 2012, le film rassemble 365 886 entrées et prend la première place du box office national, devançant même les productions américaines La Colère des Titans et Hunger Games. Le film est un succès populaire, totalisant 1 384 236 entrées en France.

## Distinctions

### Nomination
- Césars 2013 : Nomination au César du meilleur espoir féminin pour Lola Dewaere

## Autour du film
Lola Dewaere avoue avoir hésité avant d'accepter le rôle de Nina. Elle déclare avoir été refoulée de castings à cause de son relatif surpoids. Avant le tournage, elle a grossi de sept kilos, qu'elle a perdus ensuite[réf. nécessaire].
Charlotte de Turckheim se dit concernée par les problèmes de poids dans notre société[réf. nécessaire]. Pour l'aider à incarner son personnage, elle apprécie revêtir des perruques, afin de mieux distinguer son travail de réalisatrice et celui d'actrice.[réf. nécessaire]
Catherine Hosmalin déclare avoir vécu tout ce que subit son personnage.[réf. nécessaire]
Parmi les acteurs de complément, de véritables curistes de Brides-les-Bains ont participé au tournage lors de leur cure.

### Suite
- 2021 : Mince alors 2 !